# Ad Mare
Ad Mare – debiutancki single album południowokoreańskiej grupy Nmixx, wydany 22 lutego 2022 roku przez wytwórnię JYP Entertainment. Album zawiera cztery utwory, w tym główny singel „O.O”, utwór dodatkowy „Tank” oraz instrumentalne wersje obu piosenek.

## Tło wydania
9 lipca 2021 roku JYP Entertainment ogłosiło, że w lutym 2022 roku zadebiutuje nowa grupa dziewcząt, pierwsza od czasu debiutu Itzy w 2019 roku. 2 lutego 2022 roku ogłoszono, że grupa zadebiutuje 22 lutego wydaniem Ad Mare. Sześć dni później ogłoszono listę utworów, a jako główny singel wybrano „O.O”. 17 lutego opublikowano pierwszy zwiastun teledysku do „O.O”. 21 lutego opublikowano drugi zwiastun teledysku do „O.O”. Singel wraz z teledyskiem do „O.O” został wydany 22 lutego.

## Odbiór krytyczny
Tanu I. Raj z NME przyznał albumowi Ad Mare ocenę 2 na 5 gwiazdek, określając go jako „niespójnym” i „chaotyczny” z powodu niestabilnych przejść od electropopu, przez pop rock, do hip-hopu w utworze „OO”. Choć docenił prostsze melodie w „Tank”, doszedł do wniosku, że ten drugi utwór nie jest w stanie „niwelować szkód, jakie wyrządza „OO””.

## Lista utworów
| CD | CD               | CD                                                                        | CD | CD                                                     | CD      |
| Nr | Tytuł utworu     | Tekst                                                                     | Kompozycja | Aranżacja                                              | Długość |
| -- | ---------------- | ------------------------------------------------------------------------- | --- | ------------------------------------------------------ | ------- |
| 1. | „Tank” (kor. 占) | Dr.JO (153/Joombas), Oh Hyun-seon (Lalala Studio), Jung Jun-ho, Oh Yu-won | Dwayne Abernathy Jr., Ryan S. Jhun, Ericka J. Coulter, Deanna DellaCioppa, Matthew Jaragin                                                                                            | Dem Jointz, Ryan S. Jhun                               | 2:48    |
| 2. | „O.O”            | Dr.JO (153/Joombas)                                                       | Brian U (The Hub), Enan (The Hub), MarkAlong (The Hub), Charlotte Wilson (The Hub), Chanti (The Hub), EJAEAwry (The Hub), Ayushy (The Hub), Jan Baars (The Hub), Rajan Muse (The Hub) | Brian U (The Hub), Enan (The Hub), MarkAlong (The Hub) | 2:52    |
| 3. | „Tank” (Inst.)   |                                                                           | Dwayne Abernathy Jr., Ryan S. Jhun, Ericka J. Coulter, Deanna DellaCioppa, Matthew Jaragin                                                                                            | Dem Jointz, Ryan S. Jhun                               | 2:48    |
| 4. | „O.O” (Inst.)    |                                                                           | Brian U (The Hub), Enan (The Hub), MarkAlong (The Hub), Charlotte Wilson (The Hub), Chanti (The Hub), EJAEAwry (The Hub), Ayushy (The Hub), Jan Baars (The Hub), Rajan Muse (The Hub) | Brian U (The Hub), Enan (The Hub), MarkAlong (The Hub) | 2:52    |

## Notowania
| Lista                           | Pozycja | Źr.    |
| ------------------------------- | ------- | ------ |
| South Korean Albums (Circle)    | 1       | [ 9 ]  |
| Japan Combined Singles (Oricon) | 29      | [ 10 ] |

## Sprzedaż
| Kraj             | Sprzedaż |
| ---------------- | -------- |
| Korea Południowa | 498 432+ |